# دانلد کرامبی
دانلد کرامبی (انگلیسی: Donald Crombie؛ زادهٔ ۱ ژانویهٔ ۱۹۴۲) کارگردان فیلم اهل استرالیا است. از آثارش مرد ایرلندی (۱۹۷۸) را می‌توان نام برد.